# Peter Carl Bouché
Peter Carl Bouché (auch Peter Karl Bouché; * 21. Juli 1783 in Berlin; † 27. Februar 1856 in Berlin) war ein deutscher Gärtner, Botaniker und Autor gartenbaulicher und botanischer Schriften. Sein offizielles botanisches Autorenkürzel lautet „Bouché“.

## Leben und Werk
Peter Carl Bouché war ein Spross der Berliner Gärtner-Dynastie Bouché. Er war ein Sohn von Jean David Bouché (1747–1819), der Bruder von Carl David Bouché (sen.) (1782–?) und Peter Friedrich Bouché (1785–1856), sowie der Vater von Carl David Bouché (jun.) (1809–1881) und Karl Emil Bouché (1822–1882).
Er war Gründungsmitglied der Gartenbau-Gesellschaft in den Königlich Preußischen Staaten (1822).
Zunächst erwarb Peter Carl Bouché ein Grundstück in der Alten Jakobstraße 3–4 (heute 18–19), um eine eigene Gärtnerei aufzubauen, verkaufte diese jedoch später und führte zusammen mit seinem Bruder Peter Friedrich Bouché die Gärtnerei seines Vaters. Die beiden Brüder führten zahlreiche bekannte Zimmer- und Gartenpflanzen, wie den Gummibaum (Ficus elastica), die japanische Kamelie (Camellia japonica) und den Oleander (Nerium oleander splendens), in die gärtnerische Kultur Berlins ein.
Neben seiner beruflichen Tätigkeit besuchte er botanische Vorlesungen, welche im – in der Nähe der Wohnung seines Vaters gelegenen – sogenannten Apothekergarten angeboten wurden. Als später Carl Ludwig Willdenow dessen Leiter wurde, war Bouché sein engster Schüler in Botanik. Er unternahm mit Willdenow viele Exkursionen in die Mark Brandenburg und entdeckte dort einige neue Pflanzenarten. Mit mehreren anderen zeitgenössischen Botanikern, wie Karl Sigismund Kunth, Diederich von Schlechtendal, Chamisso und anderen stand er in Korrespondenz. Insbesondere aufgrund seiner Veröffentlichungen über Zwiebelgewächse erlangte er in der botanikwissenschaftlichen Fachwelt Ansehen. Neben den Zwiebelpflanzen spezialisierte sich Peter Carl Bouché später auch auf die Gattung Blumenrohr (Canna), von denen er zeitweise eine in ganz Europa einmalige Sammlung von 120 Arten besaß und mehrere erstmals beschrieb. Er war der Erste, der Canna zur Sommerbepflanzung auch im Freiland einsetzte.
1827 gab er die Beteiligung an dem Gärtnereibetrieb auf, nachdem er von den Gründern der Königlichen Gärtnerlehranstalt am Wildpark bei Potsdam zum Institutsgärtner in Schöneberg bei Berlin berufen wurde. Unter Institutsleiter Christoph Friedrich Otto betreute er 26 Jahre lang nicht nur den Institutsgarten, sondern führte als Lehrer auch die dort stattfindende praktische Grundausbildung der angehenden Gärtner durch, bevor sie zur weiteren theoretischen Ausbildung nach Potsdam wechselten. Die Abteilung Schöneberg wurde 1853 geschlossen, Peter Carl Bouché im Alter von 70 Jahren pensioniert. Später unterrichteten auch seine Söhne an der Gärtnerlehranstalt.

## Dedikationsnamen
Nach den Brüdern Peter Carl und Peter Friedrich Bouché benannte Chamisso die Gattung Bouchea aus der Pflanzenfamilie der Eisenkrautgewächse. Kunth gab 1842 Mygalum bouchéanum (heute Ornithogalum bouchéanum, Grüner Milchstern) ihren Namen nach Peter Carl Bouché, Schlechtendal 1832 Gladiolus bouchéanus (heute Gladiolus palustris Gaud.).

## Schriften
- Über die Kultur der Zwiebelgewächse, 1837. Das Buch trägt die Verfasserbezeichnung „D. C. P. Bouché“, doch ist es [nach Wimmer] wohl eindeutig Peter Carl Bouché zuzuordnen.
- Carl Paul Bouché: Der Zimmer- und Fenstergarten, 1. Aufl. 1808; ab der 2. Aufl. 1811 ergänzt um eine Anweisung zur Blumentreiberei und zu einer für alle Monate geordneten Behandlung der in diesem Werke vorkommenden Gewächse.; 3. Aufl. 1817; 5. Aufl. 1821; 6. Auflage nochmals Vermehrt durch einen Anhang: Betrachtungen über den Stadtgarten oder Anweisung zur möglichsten Benutzung der Räume hinter und zwischen Gebäuden in Städten, Berlin: Nauck, 1833. Anmerkung: Laut Angaben im Buch selbst stammt dieses in der ersten Hälfte des 19. Jahrhunderts weitverbreitete Werk (damals das einzige seiner Art, insgesamt 8 Auflagen, sogar eine schwedische Übersetzung: „Fönster-Trädgården“) von „C. P. Bouché“, es wird aber aufgrund identischer Lebensdaten teilweise auch Jean David Bouché als wahrer Autor vermutet. Peter Carl Bouché ist nur der Herausgeber der erweiterten späteren Auflagen (ab der 2. Auflage ist sein Name vermerkt).
- sieben Beiträge in der von Schlechtendal herausgegebenen botanischen Zeitschrift Linnaea, teils lateinisch.
- Auch über Canna verfasste er 1833 und 1844 Abhandlungen, starb jedoch, bevor er sein ganzes Wissen veröffentlicht hatte.